# 하기무라 시게노리
하기무라 시게노리(일본어: 萩村 滋則, 1976년 7월 31일 ~ )는 일본의 전 축구 선수이다.

## 구단 경력
과거 가시와 레이솔, 교토 퍼플 상가, 알비렉스 니가타, 도쿄 베르디에서 활동하였다.

## 국가대표팀 경력
그는 1995년 FIFA 세계 청소년 축구 선수권 대회에 참가할 일본 U-20 국가대표팀에 발탁되었으며, 1경기에 출전했다.